# Arroyo del Medio (provincia de Buenos Aires)
Arroyo del Medio es un pequeño poblado del extremo norte de la provincia de Buenos Aires sobre el arroyo del mismo nombre, dentro del partido de Pergamino, en el límite con el Departamento Constitución de la Provincia de Santa Fe. Se encuentra entre la localidad bonaerense de El Socorro y la santafesina de Peyrano.

## Historia
Al quedar inaugurada la línea de ferrocarril que iba de Pergamino a Cañada de Gómez los hermanos José Luis y Miguel Madariaga, que desde 1885 los tenían las inmediaciones de lo que luego fue la Estación Arroyo del Medio su saladero y grasería, comienzan a realizar las gestiones tendientes a instalar la nueva estación en la parte de las vías que atravesaban sus campos a pocos centenares de metros del Arroyo del Medio, buscando reemplazar el antiguo sistema de carros y carretas para transportar los productos manufacturados por el moderno y rápido ferrocarril. De esta forma donaron el terreno necesario para la instalación de la estación y dependencias del ferrocarril, y a comienzos del año 1893 quedaba establecida así la Estación Arroyo del medio, que daría origen años más tarde al pueblo del mismo nombre.